# Площадь Свободы (станция метро, Нижний Новгород)
«Площадь Свободы» — строящаяся 16-я станция Нижегородского метрополитена. Строится в Нижегородском районе под одноимённой площадью, в районе улиц Ванеева, Горького, Варварской и Ошарской. Будет расположена на Автозаводской линии, между действующей станцией «Горьковская» и строящейся станцией «Сенная». После открытия «Площадь Свободы» станет второй станцией метрополитена в Нагорной части Нижнего Новгорода.

## Возможные названия
На март 2022 года основным рабочим названием являлось «Оперный театр». В частности, оно фигурирует в отделке на станции метро «Горьковская». Первоначальное название станция получила по расположенному рядом Нижегородскому театру оперы и балета им. А. С. Пушкина.
В качестве альтернативного названия рассматривается «Площадь Свободы» по находящейся рядом одноимённой площади. Общественностью предлагались и другие названия, в том числе «Острожная» (по расположенному рядом Нижегородскому острогу) и «Кулибинская» (по находящемуся в непосредственной близости от западного вестибюля станции парку Кулибина).

## Перспективы
Ранее на станции планировалась пересадка на третью линию Нижегородского метрополитена. По обновлённому плану пересадка на третью линию Нижегородского метрополитена будет организована на станции Горьковская, однако «НижегородгражданНИИпроект» ранее планировал организовать её всё же на станции «Оперный театр», как и планировалось ранее. В настоящее время вопрос, где будет организована пересадка на Нагорную линию — на «Площади Свободы» или на «Горьковской» — остаётся неясным, равно как и перспективы самой третьей линии.

## Строительство
13 ноября 2012 года ведущий архитектор «Нижегородметропроект» Павел Пресняков совместно с авторами художественных панно на станции метро «Горьковская» Алексеем Рогоновым и Олегом Мустафиным представил проекты будущих станций метро «Оперный театр» и «Сенная площадь».

### Подготовка к строительству
12 сентября 2018 года муниципальное казённое учреждение «Главное управление по строительству и ремонту метрополитена, мостов и дорожных сетей в городе Нижнем Новгороде» (МКУ «ГУММиД») получило разрешение на подготовку документации по планировке территории для продления линии метрополитена от станции «Горьковская» до станции «Сенная». В приказе говорится, что документы должны быть представлены в департамент градостроительной деятельности и развития агломераций Нижегородской области в течение одного года.
В конце 2019 года Правительство Нижнего Новгорода разработало программу развития городской инфраструктуры, согласно которой участок до станции «Сенная» должен быть сдан в эксплуатацию до 2030 года.
Проект линии метро от станции «Горьковская» до станции «Сенная» с мая 2021 года прошел корректировку, согласно которой Автозаводская линия до «Сенной» пройдёт полностью под улицей Горького.. Изначально запланированная под улицей Белинского в границах улиц Ванеева и Ошарская промежуточная станция будет размещена под площадью Свободы.

### Строительство
30 марта 2022 года была развёрнута строительная площадка от улицы Решетниковской до Студёной улицы для сооружения котлована под демонтажную камеру для тоннелепроходческого комплекса. 23 апреля 2022 года было прекращено движение троллейбусов по улице Горького. Маршрут троллейбуса № 31 сокращён до площади Горького, троллейбус № 9 возвращён на площадь Минина.
В июле 2022 года начались работы по ограждению площадки в зоне будущей станции. В феврале 2023 года была забита первая свая в основание стартового котлована, за тупиками «Горьковской».
8 июля 2023 года движение транспорта по площади Свободы и улице Горького до перекрёстка с Ошарской улицей было закрыто. Троллейбусы № 9 и 17 перенаправлены на площадь Горького через улицу Бекетова, Дворец спорта и площадь Лядова, троллейбус № 13 — от Щербинок-2 до Советской площади по маршруту, после по улицам Ванеева, Рокоссовского, Ивлиева до 4-го Нагорного микрорайона.
30 января 2024 года начались работы по бетонированию стен будущей форшахты и строительству котлована под станцию.
31 января 2024 года тоннелепроходческий комплекс «Владимир» приступил к проходке правого перегонного тоннеля перегона «Сенная» — «Площадь Свободы». Проходка началась от котлована станции «Сенная». Всего в проходке планировалось задействовать три тоннелепроходческих комплекса.
6 декабря 2024 года в ходе «прямой линии» губернатор Нижегородской области Глеб Никитин сообщил о переносе открытия станции на конец 2026 года. По состоянию на середину октября было прорыто 600 метров. Также в ноябре стало известно, что вместо запуска ещё двух тоннелепроходческих щитов будет запущен только один.
28 декабря 2024 Telegram-канал «МетроНН» сообщил, что строительство первого километра тоннеля метро от будущей станции «Сенная» завершилось. В ходе формирования тоннеля уложено свыше 720 колец высокоточной обделки, а у ТЦ «Счастье» на улице Белинского строители пробурили ещё 360 метров тоннеля.
15 января 2025 года в СМИ появилась информация о достижении щитом отметки 1200 метров пути со стороны «Сенной», что соответствует 75 % общей длины правого тоннеля до «Площади Свободы».
31 января 2025 года строители отчитались о завершении работ по сооружению монолитной «стены в грунте» для котлована на площади Свободы, где разместится камера приемки проходческого щита «Владимир». На её строительство ушло около года.
14 февраля 2025 года в СМИ появилась информация, что щит «Владимир» почти вплотную подошел к площади Свободы. До места, где появится новая станция метро, ему оставалось проложить около 100 метров тоннеля.
21 февраля 2025 на стройке побывал вице-премьер РФ Марат Хуснуллин, велел ускорить строительство метро. Готов один путь от Сенной.
16 марта 2025 года при разработке грунта котлована демонтажной камеры на стройплощадке станции метро «Площадь Свободы» строители докопались до головной части тоннелепроходческого щита. Начался демонтаж внутреннего оборудования с транспортировкой его по построенному тоннелю обратно на стройплощадку станции метро «Сенная» с последующей сборкой для прокладки левого перегонного тоннеля между строящимися станциями «Сенная» и «Площадь Свободы».
21 мая 2025 года щит «Владимир» начал проходку левого тоннеля от «Сенной» до «Площади Свободы».
К 5 августа щитом было пройдено около 250 метров левого тоннеля.

## Расположенные у метро объекты
- Сквер имени 1905 года
- Нижегородский острог
- Нижегородский государственный театр юного зрителя
- Парк Кулибина
- Нижегородский театр оперы и балета имени А. С. Пушкина

## Архитектура и оформление
Станция спроектирована колонной двухпролётной мелкого заложения.

## Вестибюли и пересадки
Вестибюль № 1 будет вести к улицам Горького и Ошарская. Вестибюль № 2 будет выходить на площадь Свободы и к улицам Ванеева, Варварская, Семашко.